# アクセル・ブロック
アクセル・ブロック（Axel Block, 1947年7月13日 - ）は、ドイツの撮影監督。

## 作品
- 小さな魔法使いと秘密の城 リトル・ウィッチ2